# Heusteigviertel
Das Heusteigviertel ist ein Gebiet im Süden der Stuttgarter Innenstadt. Der gleichnamige, seit 2001 bestehende Stadtteil im Stadtbezirk Stuttgart-Mitte wird durch die Schlosser-, Katharinen- und Olgastraße, Charlottenstraße, Alexanderstraße und Weißenburgstraße eingegrenzt. Das historische Heusteigviertel, wird durch die Hauptstätter Straße, Wilhelmstraße, Olgastraße und Filderstraße begrenzt und grenzt an das Lehenviertel, Bohnenviertel und Bopser.

## Geschichte
Reste römischer Besiedlung wurden an der Ecke Heusteig-/Bopserstraße nachgewiesen. Das Dorf Immenhofen soll ab dem 6./7. Jahrhundert nördlich des heutigen Wilhelmsplatzes gelegen haben. Die moderne Bebauung begann allmählich ab etwa 1850, eine geschlossene Bebauung erfolgte erst Ende des 19. Jahrhunderts, Anfang des 20. Jahrhunderts.

## Nahverkehr
Die Buslinie 43 fährt entlang der Olgastraße.

## Sehenswürdigkeiten

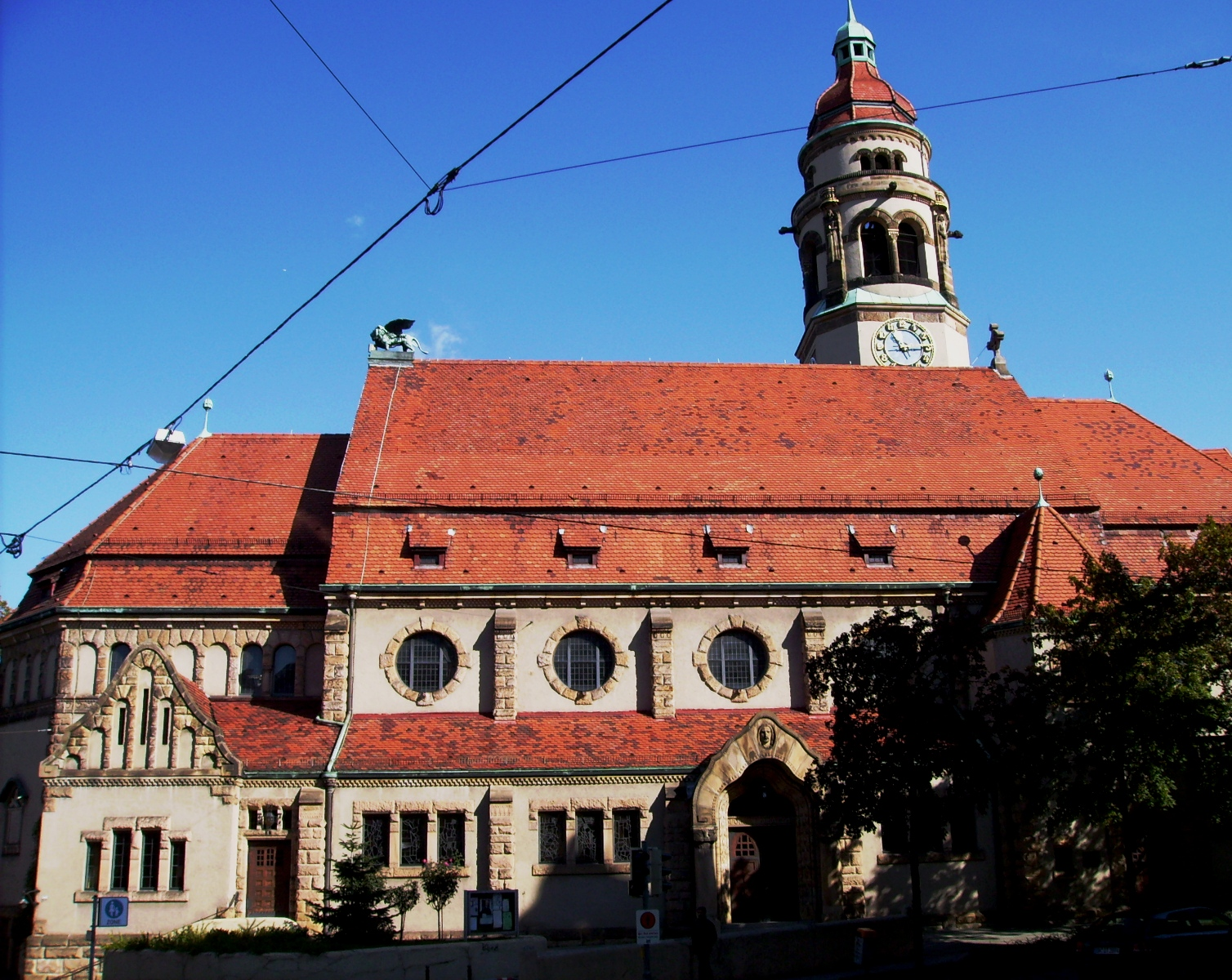
Markuskirche

In der Heusteigstraße Nr. 45 steht das Eduard-Pfeiffer-Haus, das 1887 im historistischen Stil erbaut wurde. Es wurde als Wohnheim für alleinstehende Männer des „Vereins für das Wohl der arbeitenden Klassen“ errichtet, dessen Vorsitz der Sozialreformer Eduard Pfeiffer innehatte und dient heute überwiegend als Wohnanlage mit über 30 Appartements. Das Haus hat einen Saal für kulturelle Veranstaltungen, in dem nach dem Zweiten Weltkrieg erst der württembergische, dann bis 1961 der baden-württembergische Landtag tagte. Im Untergeschoss ist die Spielstätte des ABV-Zimmertheaters.